# Fenicia
Fenicia (din greacă veche Φοινίκη, Phoiníkē) a fost o civilizație talasocratică antică⁠(en)[traduceți] de limbă semitică, care a luat naștere în regiunea Levant din estul Mediteranei, în primul rând în Libanul modern. Era situată preponderent de-a lungul coastei Libanului și a inclus câteva zone de coastă din Siria și Galileea moderne, ajungând la nord până la Arwad și la sud până la Acra și, eventual, Gaza. La culmea dezvoltării sale între 1100 și 200 î.Hr., civilizația feniciană s-a răspândit pe țărmurile Mării Mediterane, din Levant până în Peninsula Iberică.
Termenul Fenicia este un exonim din greaca veche care cel mai probabil se referea la un colorant cunoscut și sub numele de purpură tiriană, un export major al orașelor portuare canaanite. Termenul nu viza exact cultura sau societatea fenicienă așa cum ar fi fost concepută în mod nativ și este subiect de discuție dacă fenicienii erau de fapt o civilizație distinctă de canaaniți și de alți locuitori ai Levantului. Istoricul Robert Drews consideră că termenul „canaaniți” corespunde grupului etnic denumit „fenicieni” de grecii antici.
Fenicienii au ieșit în prim plan după declinul celor mai multe culturi majore în cursul colapsului din Epoca Târzie a Bronzului (c. 1150 î.Hr.). Au creat o rețea comercială maritimă extinsă care a durat peste un mileniu și au devenit puterea comercială dominantă de-a lungul unei mari părți din antichitatea clasică. Comerțul fenician a contribuit și la facilitarea schimbului de culturi, idei și cunoștințe între marile leagăne ale civilizației, cum ar fi Grecia, Egipt și Mesopotamia. După zenitul său din secolul al IX-lea î.Hr., civilizația feniciană din estul Mediteranei a decăzut încet din cauza influenței și cuceririlor străine, deși va persista în centrul și vestul Mediteranei până în secolul al II-lea î.Hr. 
Civilizația feniciană a fost organizată în orașe-state, similare cu cele din Grecia antică, dintre care cele mai notabile au fost Tirul, Sidonul și Byblos. Fiecare oraș-stat era independent din punct de vedere politic și nu există nicio dovadă că fenicienii s-au considerat o singură națiune. Cartagina, o așezare feniciană din nord-vestul Africii, a devenit o civilizație majoră de sine stătătoare în secolul al VII-lea î.Hr.
Deși fenicienii au fost considerați mult timp o civilizație pierdută din cauza lipsei de surse scrise indigene, progresele academice și arheologice de la mijlocul secolului al XX-lea au dezvăluit o civilizație complexă și influentă. Cea mai cunoscută moștenire a lor este cel mai vechi alfabet din lume, pe care l-au transmis în întreaga lume mediteraneană. Fenicienilor li se atribuie și inovații în construcția navală, navigație, meșteșuguri, agricultură și guvernare. Se crede că rețeaua lor comercială internațională a favorizat bazele economice, politice și culturale ale civilizației occidentale clasice.

## Etimologie
Numele de fenicieni, ca și cuvăntul latin Poenī (adj. poenicus, mai târziu pūnicus), provine din vocabula greacă Φοινίκη (Phoínikē). Cuvântul φοῖνιξ phoînix putea să însemne „persoană feniciană”, „purpură tiriană, purpuriu” sau „curmal”. Homer l-a folosit cu fiecare dintre aceste semnificații. (Mitica pasăre Phoenix poartă același nume, dar acest sens nu este atestat decât secole mai târziu.) Este dificil să se stabilească ce semnificație a stat la baza celorlalte, dar este de înțeles modul în care grecii ar fi putut asocia culoarea vișinie sau purpurie a curmalelor și a vopselei cu negustorii care comercializau ambele produse. Cuvântul grecesc poate deriva direct din endonimul fenicienilor; potrivit lui Krahmalkov, țara și-o numeau 𐤐𐤕 (Pūt) și poporul ei 𐤐𐤍𐤉𐤌 (Pōnnim).
Alternativ, cuvântul poate fi legat cu vocabula greacă miceniană po-ni-ki-jo, atestată în inscripțiile în Liniar B din mileniul al II-lea î.Hr., care înseamnă „purpuriu” sau „palmier”. În aceste texte nu denotă un grup de oameni.

## Istorie
De vreme ce puțin a supraviețuit din înscrisele sau literatura fenicienă, majoritatea a ceea ce se știe despre originile și istoria lor provine din relatările altor civilizații și din deducțiile din cultura lor materială excavată în toată zona mediteraneană.

### Origini
Cultura canaanită care a dat naștere fenicienilor s-a dezvoltat aparent in situ din cultura chalcolitică Ghassuliană anterioară. Aceasta din urmă a luat ființă din Complexul pastoral nomad circum-arab, care la rândul său s-a dezvoltat dintr-o fuziune a culturilor Natufiană și Harifiană cu culturile pre-ceramice ale Neoliticului B (PPNB), care domesticeau animalele în cursulul Crizei climatice din 6200 î.Hr., care a dus în Levant la Revoluția neolitică. Byblos este atestat ca sit arheologic din Epoca Timpurie a Bronzului. Statul Ugarit din Epoca Tărzie a Bronzului este considerat canaanit prin excelență din punct de vedere arheologic, chiar dacă limba ugaritică nu aparține limbilor canaanite propriu-zise.
Unii cercetători sugerează că există dovezi ale unei dispersii semitice către semiluna fertilă în jurul anului 2500 î.Hr.; alții cred că fenicienii provin dintr-un amestec de locuitori anteriori non-semitici cu semiții nou-veniți. Herodot credea că fenicienii provin din Bahrain, o părere împărtășită secole mai târziu de istoricul Strabon. Oamenii din Tirul modern din Liban au păstrat deosebit de mult timp particularități specifice Golfului Persic. Civilizația Dilmun a înflorit în Bahrain în perioada 2200–1600 î.Hr., după cum se vede din așezările excavate și tumulii funerari ai Dilmunului. Cu toate acestea, cercetările genetice recente au dovedit că libanezii din prezent se trag în cea mai mare parte dintr-o populație înrudită cu canaaniții.

### Apariția în Epoca Târzie a Bronzului (1550–1200 î.Hr.)
Prima mențiune a fenicienilor se referă la cuceririle faraonului Tutmose al III-lea (1479-1425 î.Hr.). Egiptenii au vizat orașe de coastă, cum ar fi Byblos, Arwad și Ullasa, pentru legăturile lor geografice și comerciale cruciale cu interiorul (prin râurile Nahr al-Kabir și Orontes). Orașele au oferit Egiptului acces la comerțul mesopotamian, precum și stocuri abundente de lemn de cedru din regiune, pentru care nu exista echivalent în Egipt.
La mijlocul secolului al XIV-lea orașele-state feniciene erau considerate „orașele favorite” ale egiptenilor. Tir, Sidon, Beirut și Byblos erau considerate cele mai importante. Fenicienii aveau o autonomie considerabilă și orașele lor erau destul de bine dezvoltate și prospere. Byblos a fost evident orașul principal din afara Egiptului propriu-zis; a fost un centru major de prelucrare a bronzului și destinația finală a unor mărfuri de valoare, precum staniul și lapis lazuli din estul Afganistanului. Sidon și Tir au trezit și ele interesul oficialităților egiptene, începând o rivalitate care se va întinde peste următorul mileniu.
Scrisorile de la Amarna susțin că din 1350 până în 1300 î.Hr. amoriții și hitiții vecini au capturat orașe feniciene, în special în nord. Ulterior Egiptul și-a pierdut posesiunile de coastă de la Ugarit în nordul Siriei până la Byblos în Libanul central.

### Ascendență și punct culminant (1200-800 î.Hr.)
Între 1200 și 1150 î.Hr., Colapsul Epocii Bronzului a subminat grav sau a distrus majoritatea civilizațiilor din regiune, inclusiv egiptenii și hitiții. Fenicienii par să fi suportat criza relativ bine, apărând ca o civilizație distinctă și organizată în 1230 î.Hr. Perioada este uneori descrisă ca o „renaștere feniciană”. Au umplut vidul de putere cauzat de Colapsul din Epoca Târzie a Bronzului, devenind singura putere comercială și maritimă din regiune, situație pe care o vor menține în următoarele câteva secole.
Redresarea economiei mediteraneene poate fi atribuită marinarilor și negustorilor fenicieni, care au restabilit comerțul pe distanțe lungi între Egipt și Mesopotamia în secolul al X-lea î.Hr.
La începutul Epocii Fierului, fenicienii au înființat porturi, depozite, piețe și așezări în toată Marea Mediterană și până în sudul Mării Negre. Au fost înființate colonii pe Cipru, Sardinia, Insulele Baleare, Sicilia și Malta, precum și pe coastele Africii de Nord și a Peninsulei Iberice. Argintul fenician din această perioadă conține izotopi de plumb care se potrivesc cu minereurile din Sardinia și Spania, ceea ce indică întinderea rețelelor comerciale feniciene.
Până în secolul al X-lea î.Hr., Tirul s-a înălțat la poziția de cel mai bogat și puternic oraș-stat fenician, în special în timpul domniei lui Hiram I (c. 969–936 î.Hr.). În timpul domniei preotului Ithobaal (887-856 î.Hr.), Tirul și-a extins teritoriul la nord de Beirut (încorporând fostul său rival Sidon) și într-o parte a Ciprului; acest act neobișnuit de agresiune a fost încercarea cea mai apropiată de izbândă a fenicienilor de a forma un stat teritorial unitar. Odată ce regatul său a atins cea mai mare întindere teritorială, Ithobaal s-a declarat „Regele Sidonienilor”, un titlu care va fi folosit de succesorii săi și menționat în relatările grecești și în cele evreiești.
Epoca Târzie a Fierului a fost martora apogeului activităților maritime, comerciale și culturale feniciene, în special între 750 și 650 î.Hr. Influența feniciană se observă în „orientalizarea” convențiilor culturale și artistice grecești. Printre mărfurile lor cele mai populare s-au numărat țesăturile fine, vopsite de obicei cu purpură tiriană. Iliada lui Homer, care a fost compusă în această perioadă, face referire la calitatea îmbrăcăminții feniciene și a articolelor din metal.

### Întemeierea Cartaginei
Cartagina a fost întemeiată de fenicienii din Tir, probabil inițial ca stație în comerțul cu metale cu sudul Peninsulei Iberice. Numele orașului în punică, Qart-Ḥadašt, înseamnă "Orașul Nou". Există o tradiție în unele surse antice, precum Philistos din Siracuza, a unei întemeieri "timpurii" circa în 1215 î.Hr. - înaintea căderii Troei în 1180 î.Hr. Oricum, Timeus, istoric grec din Sicilia (c. 300 î.Hr.), situează întemeierea Cartaginei în 814 î.Hr., data acceptată general de istoricii moderni. Legendele, inclusiv "Eneida" lui Vergiliu, atribuie întemeierea orașului reginei Dido. Cartagina va crește într-un imperiu multi-etnic întins peste Africa de Nord, Sardinia, Sicilia, Malta, Insulele Baleare și Iberia de Sud, dar va fi în cele din urmă zdrobită de Roma în Războaiele Punice (264-146 î.Hr.) înainte de a fi reconstruită ca un oraș roman.

### Vasali ai asirienilor și babilonienilor (858-538 î.Hr.)

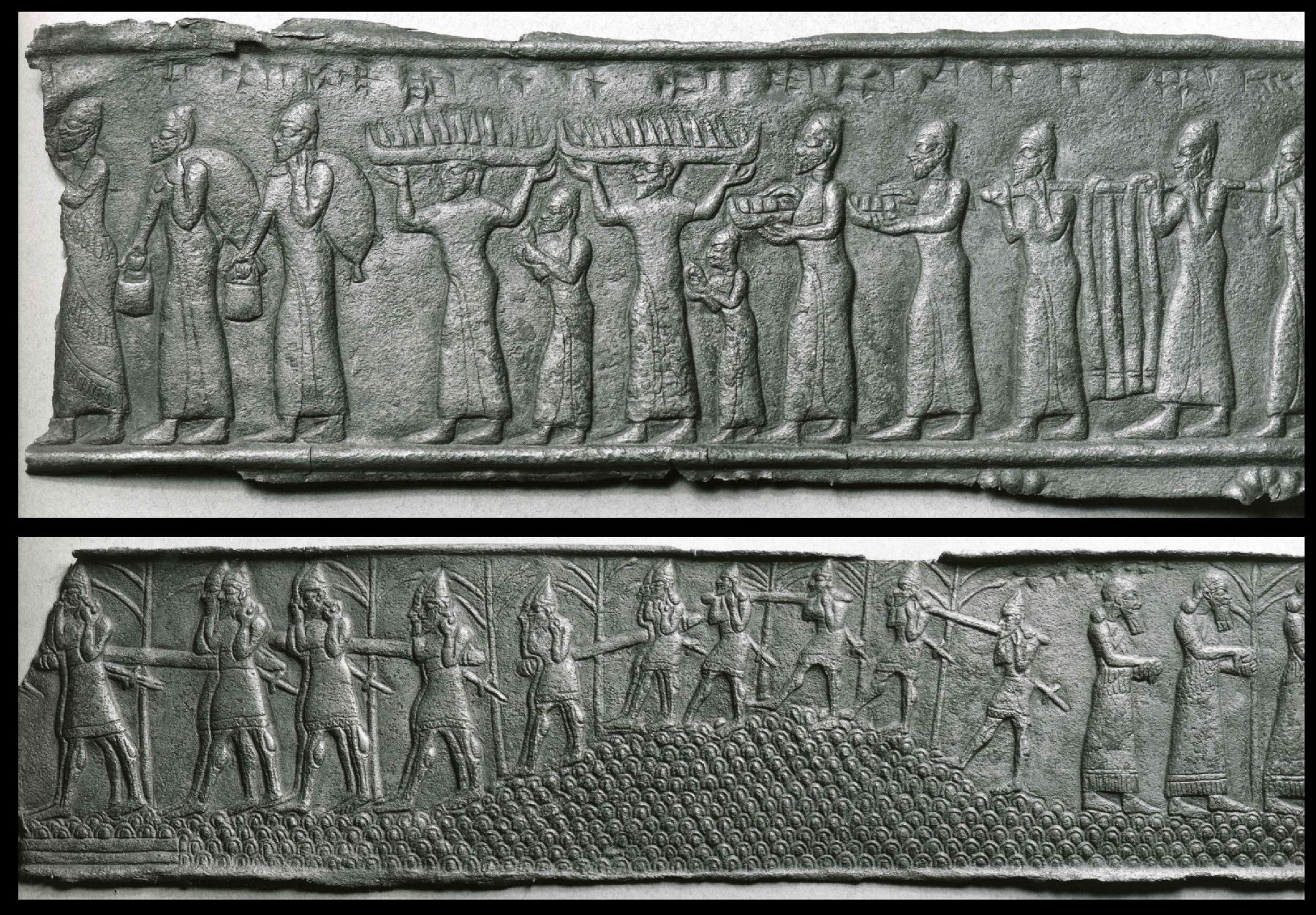
Două fragmente de bronz dintr-o poartă a palatului asirian care ilustrează ridicarea tributului din orașele feniciene Tir și Sidon (859–824 î.Hr.). Muzeul Britanic.

O putere comercială aglomerată pe o fâșie îngustă de pământ, fenicienilor le lipseau dimensiunile și populația ca să susțină o armată mare. Astfel, pe măsură ce imperiile vecine au început să se înalțe, fenicienii au căzut din ce în ce mai mult sub conducerea cârmuitorilor străini, care le-au redus autonomia, deși în măsură diferită fiecare.
Cucerirea asiriană a Feniciei a început cu regele Salmanasar al III-lea, care a ajuns la putere în 858 î.Hr. și a început o serie de campanii împotriva statelor vecine. Orașele-state feniciene au căzut sub stăpânirea sa, impuse să plătească un tribut greu în bani, mărfuri și resurse naturale. Inițial nu au fost anexați direct - au rămas într-o stare de vasalitate, subordonați asirienilor, dar cu un anumit grad de libertate. Aceasta s-a schimbat în 744 î.Hr. odată cu înălțarea lui Tiglatpalasar al III-lea. Până în 738 î.Hr. cea mai mare parte a Levantului, inclusiv nordul Feniciei, a fost anexată; doar Tir și Byblos, cele mai puternice orașe-state, au rămas state tributare în afara controlului asirian direct.
Tir, Byblos și Sidon s-au răzvrătit împotriva stăpânirii asiriene. În 721 î.Hr., Sargon II a asediat Tirul și a zdrobit rebeliunea. Succesorul său, Senaherib, a înăbușit răscoalele în întreaga regiune. În secolul al VII-lea î.Hr., Sidon s-a răzvrătit și a fost complet distrus de Esarhaddon, care a înrobit locuitorii și a construit un nou oraș pe ruinele sale. Până la sfârșitul secolului asirienii fuseseră slăbiți de revolte succesive, care au dus la distrugerea lor de către Imperiul Medic.
Babilonienii, fosti vasali ai asirienilor, au profitat de prăbușirea imperiului și s-au răsculat, înființând fără întârziere Imperiul Neobabilonian în locul său. Orașele feniciene s-au revoltat de mai multe ori pe parcursul domniilor primului rege babilonian, Nabopolassar, (626–605 î.Hr.) și celei a fiului său Nebucadnețar al II-lea (c. 605 – c. 562 î.Hr.). În 587 î.Hr., Nebucadnețar a asediat Tirul, care a rezistat treisprezece ani, dar în cele din urmă a capitulat în „condiții favorabile”.

### Perioada persană (539–332 î.Hr.)

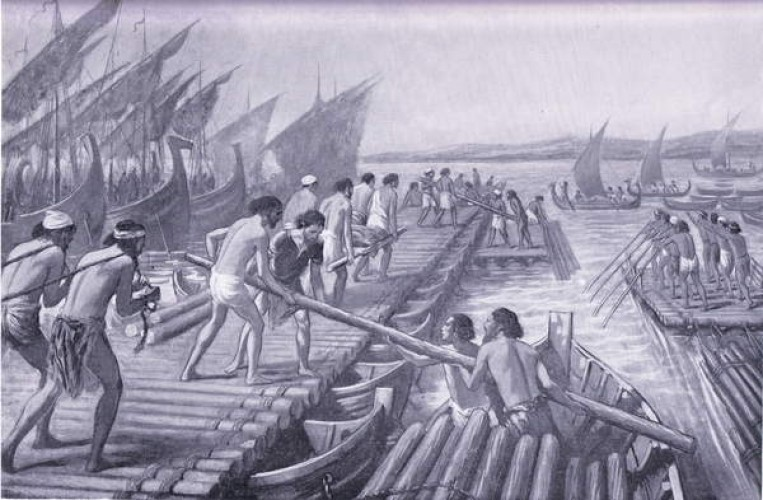
Fenicienii construind poduri ponton pentru Xerxes I al Persiei în timpul celei de-a doua invazii persane a Greciei în 480 î.Hr. (Desen din 1915 de AC Weatherstone)

În 539 î.Hr. Cirus cel Mare, rege și fondator al Imperiului Persan Ahemenid, a cucerit Babilonul. Când Cirus a început consolidarea teritoriilor din Orientul Apropiat, fenicienii au făcut aparent calculul pragmatic al „[cedării] în fața persanilor”. Cea mai mare parte a Levantului a fost reunită de Cirus într-o singură satrapie (provincie) și forțată să plătească un tribut anual de 350 de talanți, ceea ce reprezenta aproximativ jumătate din tributul care se cerea Egiptului și Libiei.
Zona feniciană a fost împărțită mai târziu în patru regate vasale - Sidon, Tir, Arwad și Byblos - cărora li s-a permis o autonomie considerabilă. Spre deosebire de alte zone ale imperiului, nu există nicio evidență a administratorilor persani care să guverneze orașele-state feniciene. Regilor fenicieni locali li s-a permis să rămână la putere și chiar li s-au acordat aceleași drepturi ca și satrapilor persani (guvernatori), cum ar fi funcțiunile ereditare și baterea propriilor monede.

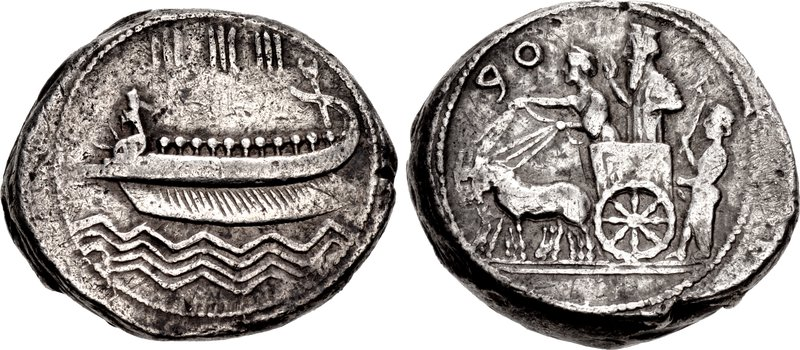
Moneda lui Abdashtart I din Sidon în perioada achemenidă. El este înfățișat pe car în spatele regelui persan.

Fenicienii au rămas un atu de bază pentru Imperiul Achemenid, în special pentru priceperea lor în tehnologia și navigația maritimă; ei au furnizat cea mai mare parte a flotei persane în timpul războaielor greco-persane din secolul al V-lea î.Hr. Fenicienii lui Xerxes I au construit Canalul lui Xerxes și podurile de ponton care au permis forțelor sale să treacă în Grecia continentală. Cu toate acestea ei au fost aspru pedepsiți de regele persan după înfrângerea sa în bătălia de la Salamina, pe care el a pus-o pe seama lașității și incompetenței feniciene.
La mijlocul secolului al IV-lea î.Hr. regele Tennes al Sidonului a condus o rebeliune eșuată împotriva lui Artaxerxes al III-lea, solicitând ajutorul egiptenilor, care au fost astfel atrași într-un război cu perșii. Distrugerea Sidonului care a urmat, a dus la reafirmarea Tirului, care a rămas principalul oraș fenician timp de două decenii până la sosirea lui Alexandru cel Mare.

### Perioada elenistică (332–152 î.Hr.)

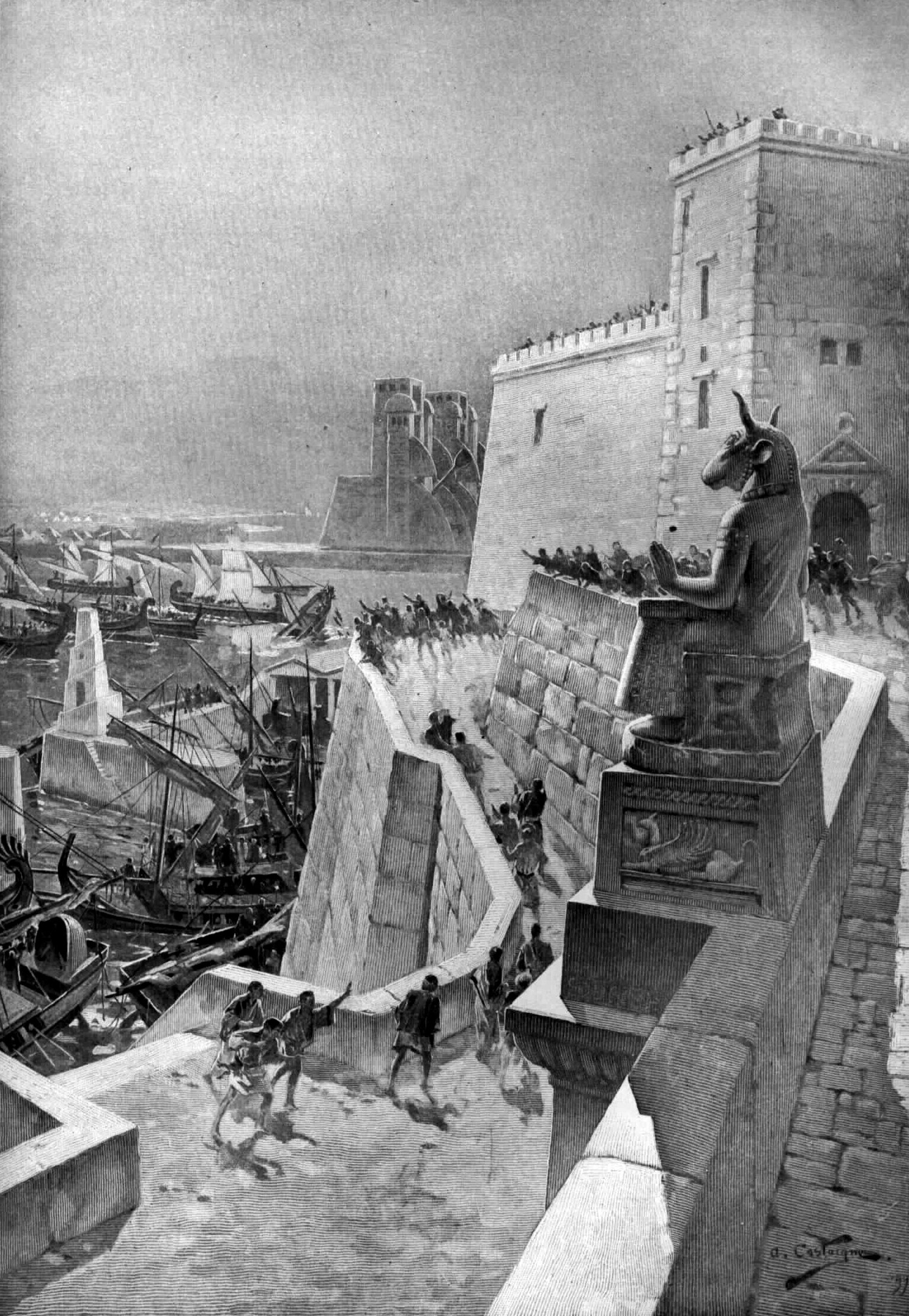
O acțiune navală în timpul asediului Tirului de Alexandru cel Mare (350 î.Hr.). Desen de André Castaigne, 1888–89.

Fenicia a fost una dintre primele regiuni cucerite de Alexandru cel Mare în timpul campaniilor sale militare din Asia de Vest. Principala țintă a lui Alexandru în Levantul persan a fost Tirul, acum cel mai mare și mai important oraș din regiune. A capitulat după un asediu de aproximativ șapte luni, timp în care mulți dintre cetățenii săi au fugit la Cartagina. Refuzul Tirului de a-i permite lui Alexandru să viziteze templul lui Melqart, culminând cu uciderea trimișilor săi, a dus la o represiune brutală: 2.000 dintre cetățenii săi de seamă au fost crucificați și a fost instalat un conducător-marionetă. Restul Feniciei a fost ocupat fără dificultăți de macedoneni, Sidonul predându-se fără luptă.
Imperiul lui Alexandru avea o politică tolerantă de elenizare, prin care cultura, religia și uneori limba elenă erau răspândite sau impuse printre popoarele cucerite, dar de cele mai multe ori elenizarea nu era pusă în aplicare și era doar o limbă de administrare până la moartea sa. Acest lucru a fost implementat în mod obișnuit prin înființarea de noi orașe, stabilirea unei elite urbane macedonene sau grecești și modificarea toponimelor locale în greacă. Cu toate acestea, în mod evident, nu a existat nicio elenizare organizată în Fenicia și, cu una sau două excepții minore, toate orașele-state feniciene și-au păstrat numele native, în timp ce colonizarea și administrația greacă par să fi fost foarte limitate.
Fenicienii au menținut legături culturale și comerciale cu omologii lor occidentali. Polibiu povestește cum regele seleucid Demetrius I a fugit de la Roma pe o navă cartagineză care aducea marfă la Tir. Adaptarea la stăpânirea macedoneană a fost probabil înlesnită de legăturile istorice ale fenicienilor cu grecii, cu care au împărtășit câteva povești și figuri mitologice; cele două popoare erau chiar uneori considerate „rude”.
Când imperiul lui Alexandru s-a prăbușit după moartea sa în 323 î.Hr., fenicienii au ajuns sub controlul celui mai mare dintre succesorii săi, Imperiul Seleucid. Regatul Ptolemaic al Egiptului a purtat timp de patruzeci de ani războaie pentru a cuceri țara fenicienilor, ceea ce i-a reușit în secolul al III-lea î.Hr. Seleucizii au recucerit zona în secolul următor, păstrând-o până la mijlocul primului secol î.Hr. Sub cârmuirea lor fenicienilor li s-a permis în mod evident un grad considerabil de autonomie și autoguvernare.
În timpul războaielor dinastice seleucide (157–63 î.Hr.) orașele feniciene erau în mare parte autoguvernate și multe dintre ele s-au implicat în luptele dintre facțiunile familiei regale seleucide. Unele regiuni feniciene erau sub controlul și influența evreilor care s-au revoltat și au reușit să-i învingă pe seleucizi în 164 î.Hr.
Regatul Seleucid, inclusiv Fenicia, a fost cucerit de Tigranes cel Mare al Armeniei în 82 î.Hr., punând astfel capăt odată pentru totdeauna influenței elenistice în zonă.
Când statul-tampon de importanță strategică a fost acaparat de o putere rivală, romanii au fost nevoiți să intervină și să cucerească teritoriul în 62 î.Hr. La scurt timp după aceea teritoriul a fost încorporat în provincia romană Siria. Fenicia a devenit o provincie separată în secolul al III-lea d.Hr. Odată cu invazia romană, orice autonomie politică, care au avut-o fenicienii, le-a fost luată, și regiunea a fost romanizată. Imperiul Roman a cârmuit provincia până în anii 640, când arabii musulmani au invadat cu succes regiunea și a început un proces de islamizare și arabizare.

## Economie

### Comerț

Rețele comerciale feniciene majore (c. 1200–800 î.Hr.)

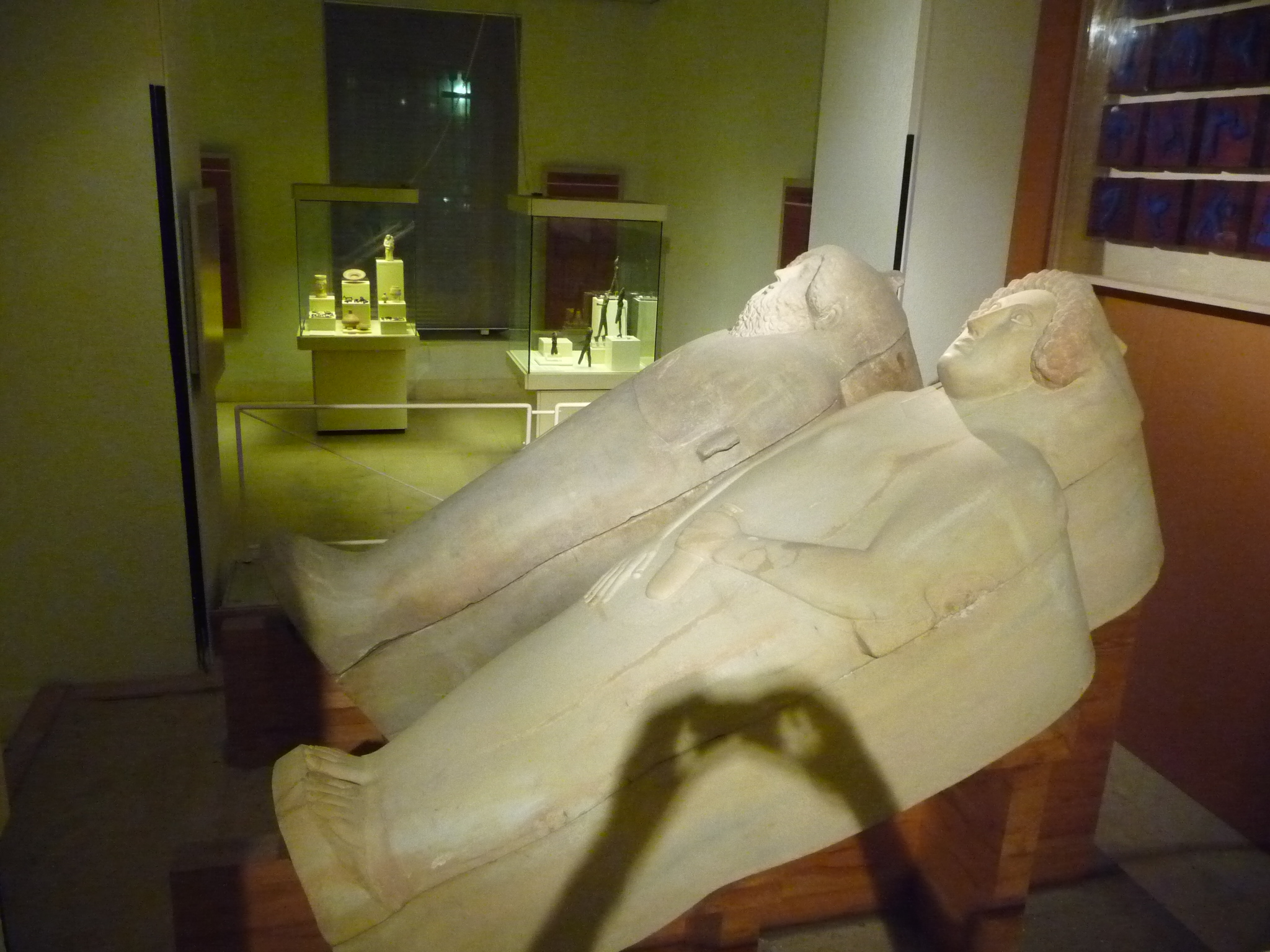
Sarcofagele feniciene găsite la Cádiz, Spania, sunt considerate ca fiind importate din ținuturile de lângă Sidon. Muzeul Arheologic din Cádiz.

Fenicienii au servit ca intermediari între civilizațiile disparate ale Mediteranei și Orientului Apropiat, facilitând schimbul nu doar de bunuri, ci și de cunoștințe, cultură și tradiții religioase. Rețelei lor comerciale extinse și durabile îi este atribuită crearea bazelor unui spațiu mediteranean coeziv din punct de vedere economic și cultural, care va fi continuat de greci și în special de romani.
Legăturile fenicienilor cu grecii sunt profunde. Cele mai vechi relații verificate par să fi fost legate cu civilizația minoică din Creta (1950–1450 î.Hr.), care împreună cu civilizația miceniană (1600–1100 î.Hr.) este considerată progenitoarea Greciei clasice. Cercetările arheologice sugerează că minoicii au importat treptat prin intermediul fenicienilor mărfuri din Orientul Apropiat, stiluri artistice și obiceiuri din alte culturi.
În Egipt fenicienii au vândut bușteni de cedru pentru sume importante, precum și vin începând din secolul al VIII-lea. Comerțul de vin cu Egiptul este dovedit de nave naufragiate descoperite în 1997 în largul mării la 50 kilometri (30 mi) vest de Ascalon, Palestina. Cuptoarele de ceramică de la Tir și Sarepta produceau vasele mari de teracotă utilizate pentru transportul vinului. Din Egipt fenicienii cumpărau aur nubian.
Din alte părți au obținut alte materiale, probabil cel mai important fiind argintul, mai ales din Sardinia și Peninsula Iberică. Staniul pentru fabricarea bronzului "ar fi putut fi procurat din Galicia navigând de-a lungul coastei sau prin sudul Spaniei; alternativ, ar putea veni din nordul Europei (Cornwall sau Bretania) prin valea Ronului și Massalia". Strabon afirmă că fenicienii au făcut un comerț cu staniu extrem de profitabil cu Marea Britanie prin Cassiteride, a căror locație nu este cunoscută, dar ar fi putut fi în largul coastei de nord-vest a Peninsulei Iberice.

### Meșteșuguri

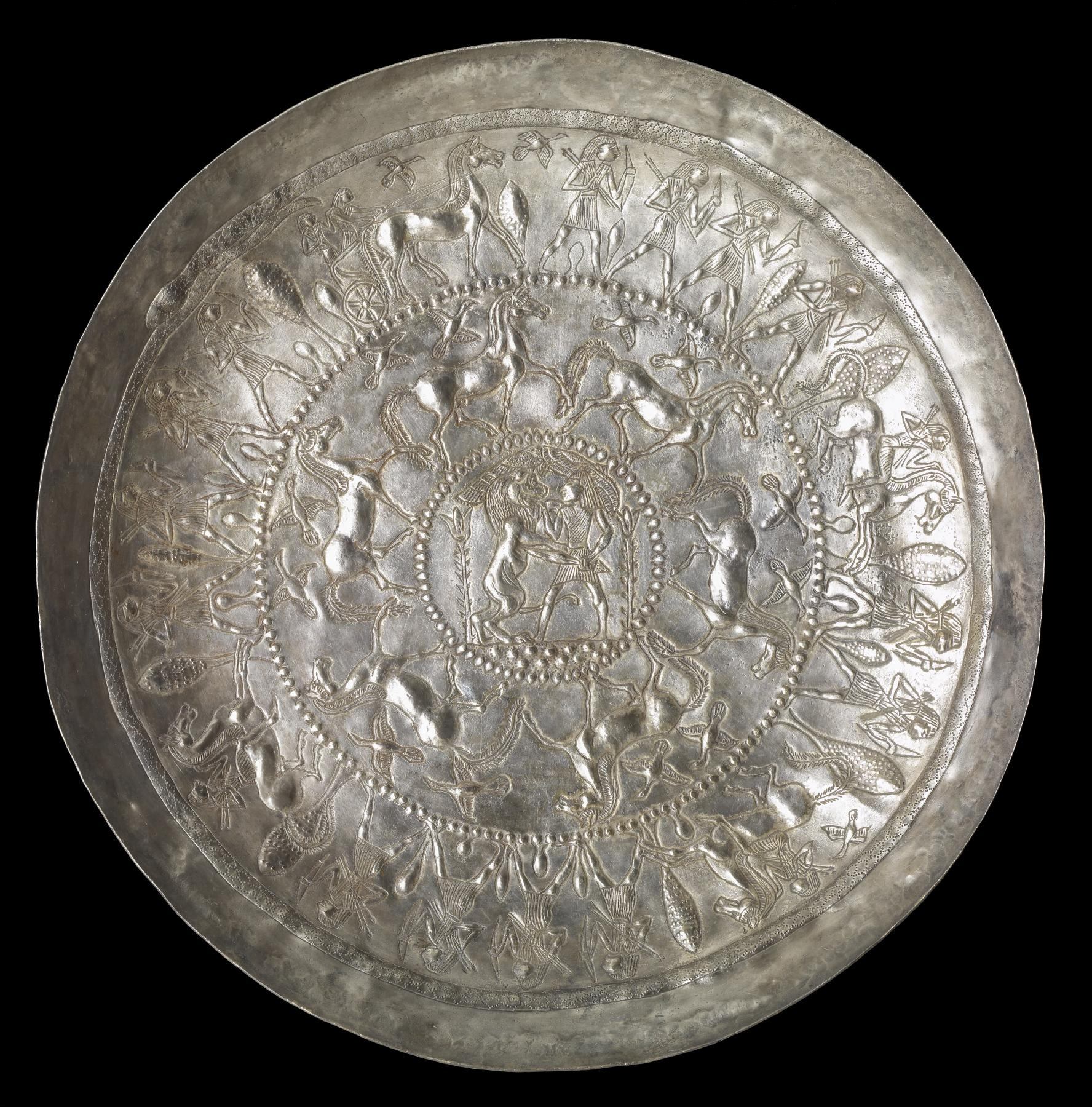
Bol fenician cu o scenă de vânătoare (secolul al VIII-lea î.Hr.). Îmbrăcămintea și coafura figurilor sunt egiptene, în timp ce subiectul scenei centrale corespunde temei mesopotamiene a luptei dintre om și fiară. Artizanii fenicieni au adaptat frecvent stilurile culturilor vecine.

Feniciei îi lipseau resurse naturale notabile, altele decât lemnul de cedru. Lemnul a fost probabil cea mai veche și profitabilă sursă de bogăție; nici Egiptul, nici Mesopotamia nu aveau surse adecvate de lemn. Nedoritori să se bazeze doar pe această resursă limitată, fenicienii au creat o bază industrială care fabrica o varietate de bunuri atât pentru uz comun, cât și de lux. Fenicienii au inventat sau au preluat tehnici precum fabricarea sticlei, gravarea pe metal și metaloplastia (inclusiv bronz, fier și aur), cioplitul în fildeș și prelucrarea lemnului.
Fenicienii au fost pionieri ai producției în masă și au vândut o mulțime de articole în vrac. Au devenit principalii producători de sticlărie din antichitate, exportând mii de butelii, mărgele și alte obiecte de sticlă prin Mediterană. Săpături în coloniile lor din Spania sugerează că au folosit și roata olarului. Expunerea lor la o mare varietate de culturi le-a permis să fabrice bunuri pentru piețe anume. Iliada sugerează că îmbrăcămintea feniciană și articolele din metal erau foarte apreciate de greci. Bunurile specializate au fost concepute special pentru clientela mai bogată, inclusiv reliefuri și plăci de fildeș, scoici cioplite, chihlimbar sculptat și ouă de struț pictate fin și detaliat.

#### Purpura tiriană

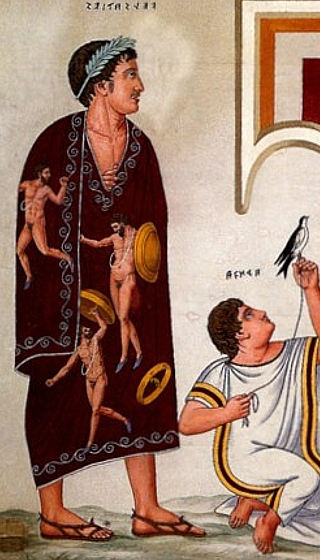
Un mormânt etrusc (c. 350 BC) înfățișând un bărbat purtând o toga picta purpurie.

Cele mai apreciate mărfuri feniciene erau țesăturile vopsite cu purpură tiriană, care le aduceau o mare parte din venituri. Colorantul roșu-violet extras din glanda hipobranșică a melcului de mare Murex, odinioară răspândit în apele de coastă din estul Mării Mediterane, dar exploatat acolo până la dispariție. Se poate ca fenicienii să fi descoperit vopseaua încă din 1750 î.Hr. Fenicienii au înființat un al doilea centru de producție al colorantului la Mogador, în Marocul de astăzi.
Controlul complet al fenicienilor asupra producției și comerțului cu vopsea, împreună cu volumul mare de muncă necesar pentru extracție, a făcut-o foarte costisitoare. Purpura tiriană a fost asociată ulterior cu clasele superioare și a devenit în curând un status symbol în mai multe civilizații, mai ales printre romani. Înregistrările asiriene ale tributului de la fenicieni includ „veșminte din țesătură viu-colorată” care, cel mai probabil, au inclus purpura tiriană. În timp ce ornamentele și broderia utilizate în textilele feniciene erau aparent bine-văzute, tehnicile și descrierile specifice nu sunt cunoscute.

#### Minerit
Mineritul în ținuturile feniciane era limitat; doar fierul era prezent în cantități semnificative. Primele operațiuni miniere la scară largă au avut loc probabil în Cipru, în principal pentru cupru. Sardinia ar fi fost colonizată aproape exclusiv de dragul resurselor sale minerale; așezările feniciene erau concentrate în sudul insulei, în apropierea zăcămintelor de cupru și plumb. Grămezi de scoria și lingouri de cupru, care par să fie anterioare ocupației romane, sugerează că fenicienii au extras și prelucrat metale pe insulă. Peninsula Iberică era cunoscută ca cea mai bogată sursă de metale din antichitate, inclusiv aur, argint, cupru, fier, tablă și plumb. Producția semnificativă a acestor metale în timpul ocupației feniciene și cartagineze a implicat evident minerit la scară largă. S-a dovedit că cartaginezii s-au bazat în minerit pe munca sclavilor, deși nu se știe dacă fenicienii în ansamblu au procedat la fel.

#### Viticultură
Cel mai notabil produs agricol a fost vinul, la răspândirea căruia prin lumea mediteraneană au contribuit fenicienii. Vița de vie ar fi fost domesticită de fenicieni sau canaaniți, deși cel mai probabil a sosit din Transcaucazia pe căile comerciale prin Mesopotamia sau pe Marea Neagră. Vița de vie creștea spornic pe coastele Levantului, iar vinul se exporta în Egipt încă din perioada Vechiului Regat (2686-2134 î.Hr.). Vinul a jucat un rol important în religia feniciană, fiind băutura principală pentru ofrande și sacrificii. Săpăturile într-un orășel fenician la sud de Sidon au descoperit o vinărie care funcționa cel puțin din secolul al VII-lea î.Hr., despre care se crede că producea pentru export. Pentru a preveni oxidarea vasele erau sigilate cu un strat de ulei de măsline, lemn de pin și rășină. 
Fenicienii au înființat podgorii și vinării în coloniile lor din Africa de Nord, Sicilia, Franța și Spania și s-ar putea să-i fi învățat să facă vin pe unii dintre partenerii lor comerciali. Vechii iberici au început să producă vin din soiuri locale de struguri după contactul cu fenicienii, iar soiurile iberice au stat ulterior la baza majorității soiurilor din vestul Europei.

#### Construcții navale
Încă din 1200 î.Hr., fenicienii au construit nave comerciale mari. În Epoca Bronzului au inventat chila. Îmbinările cu mortaș și tenon au fost suficient de eficiente pentru a servi drept standard până în perioada romană târzie. 
Fenicienii au fost probabil primii care au introdus birema, în jurul anului 700 î.Hr. O relatare asiriană descrie fenicienii evitând capturarea cu ajutorul acestor nave. Fenicienilor li se atribuie și inventarea triremei, care a fost considerată cel mai avansat și mai puternic vas din lumea antică mediteraneană și a fost în cele din urmă adoptat de greci.
Fenicienii au făcut și alte invenții maritime. Amfora, un tip de recipient folosit atât pentru mărfurile uscate, cât și pentru cele lichide, a fost o invenție antică feniciană care a devenit o măsură standardizată a volumului pentru aproape două mii de ani. Rămășițele porturilor artificiale autocurățate au fost descoperite în Sidon, Tir, Atlit și Acra. Primul exemplu de drept maritim apare tot în Levant. Fenicienii au continuat să aducă contribuții cartografice și în Epoca Fierului.
În 2014 o navă comercială feniciană de vreo 50 de picioare a fost descoperită lângă insula malteză Gozo. Datată în 700 î.Hr., este una dintre cele mai vechi epave din Marea Mediterană. Cincizeci de amfore pentru vin și ulei erau împrăștiate în apropiere.

## Orașe și colonii importante

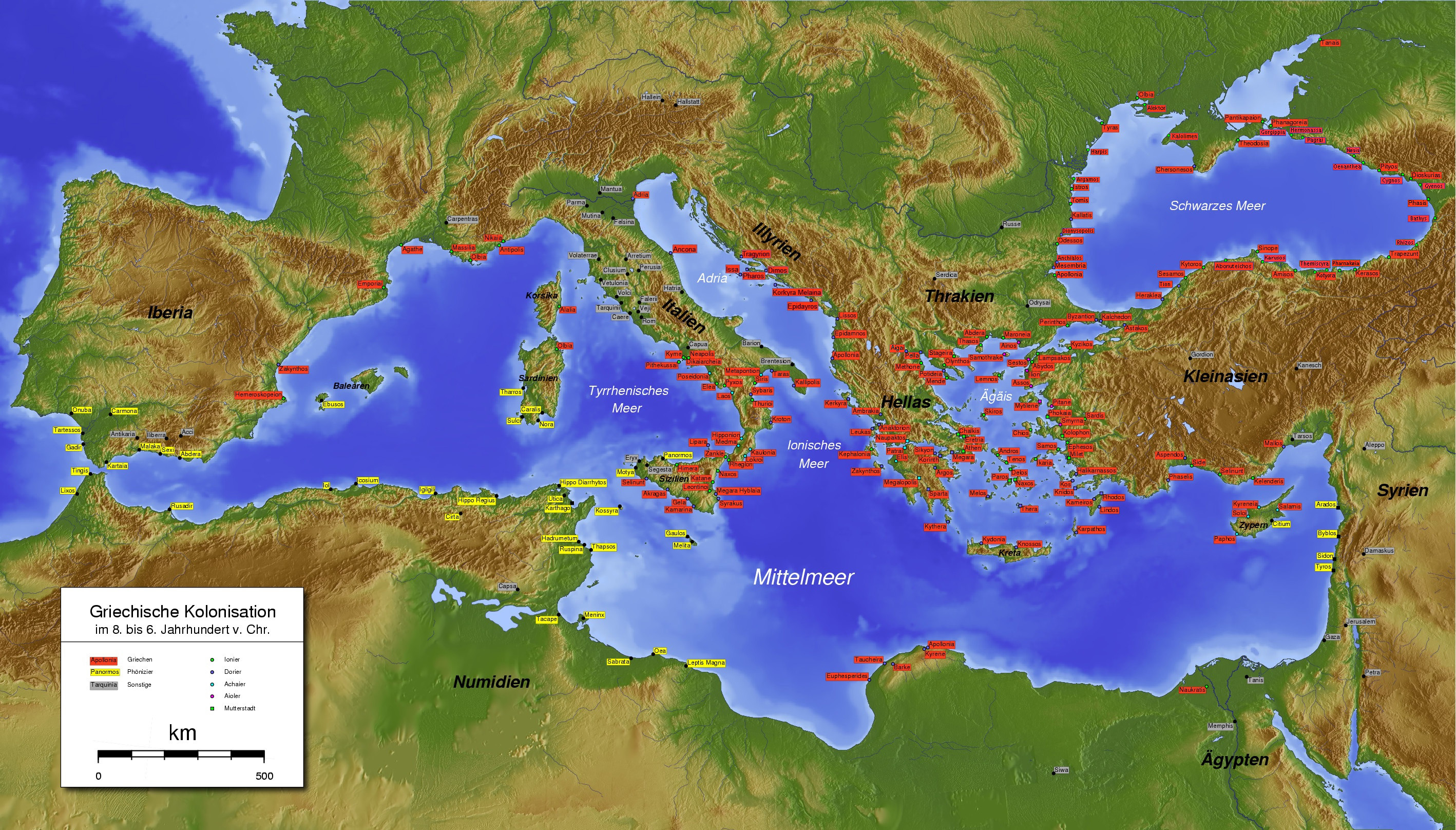
Harta coloniilor feniciene (în galben) și grecești din secolele VIII-VI î.Hr.

Fenicienii nu erau o națiune unificată politic, ci erau organizați în orașe independente care aveau o limbă și o cultură comună. Principalele orașe-state erau Tir, Sidon și Byblos. Rivalitățile erau frecvente, dar conflictele armate rare.
Numeroase alte orașe au existat în Levant, multe probabil necunoscute, inclusiv Berut (Beirutul de astăzi), Ampi, Amia, Arqa, Baalbek, Botrys, Sarepta și Tripoli. De la sfârșitul secolului al X-lea î.Hr., fenicienii au înființat avanposturi comerciale pe toate coastele mediteraneene, Tirul fondând colonii în Cipru, Sardinia, Iberia, Insulele Baleare, Sicilia, Malta și Africa de Nord. Ulterior s-au înființat colonii dincolo de strâmtoarea Gibraltar, în special pe coasta atlantică a Iberiei, iar fenicienii ar fi putut explora Insulele Canare și Insulele Britanice. Colonizarea feniciană a fost deosebit de intensivă în Cipru, Sicilia, Sardinia, Malta, nord-vestul Africii, Insulele Baleare și sudul Iberiei.

### Colonizarea feniciană
Pentru proiectele sale comerciale fenicienii au înființat numeroase colonii și posturi comerciale de-a lungul coastelor Mediteranei. Orașelor-state feniciene le lipsea, în general, populația numeroasă sau chiar dorința de a se extinde dincolo de mare. Puține colonii aveau peste 1.000 de locuitori; numai Cartagina și unele așezări din apropiere în vestul Mediteranei ar fi depășit această cifră. Un factor motivant major a fost concurența cu grecii, care au început să se extindă prin Mediterană în aceeași perioadă. Deși era o rivalitate în mare măsură pașnică, așezările lor din Creta și Sicilia s-au înfruntat din când în când.
Cele mai vechi așezări feniciene din afara Levantului se aflau pe Cipru și Creta, apărând treptat și în vest pe Corsica, Insulele Baleare, Sardinia și Sicilia, precum și pe continentul european la Genova și Marsilia. Primele colonii feniciene din vestul Mediteranei au fost de-a lungul coastei nord-vestice a Africii și pe Sicilia, Sardinia și Insulele Baleare. Tirul a fost lider în colonizarea sau controlul zonelor de coastă.
Coloniile feniciene erau destul de autonome. Cel mult puteau să trimită un tribut anual la metropolă, de obicei în contextul unei ofrande religioase. Cu toate acestea, în secolul al VII-lea î.Hr. coloniile occidentale au nimerit sub controlul Cartaginei care a fost exercitat direct prin intermediul magistraților numiți. Cartagina a continuat să trimită tribut anual la Tir o perioadă de timp după independența sa.

## Alfabet

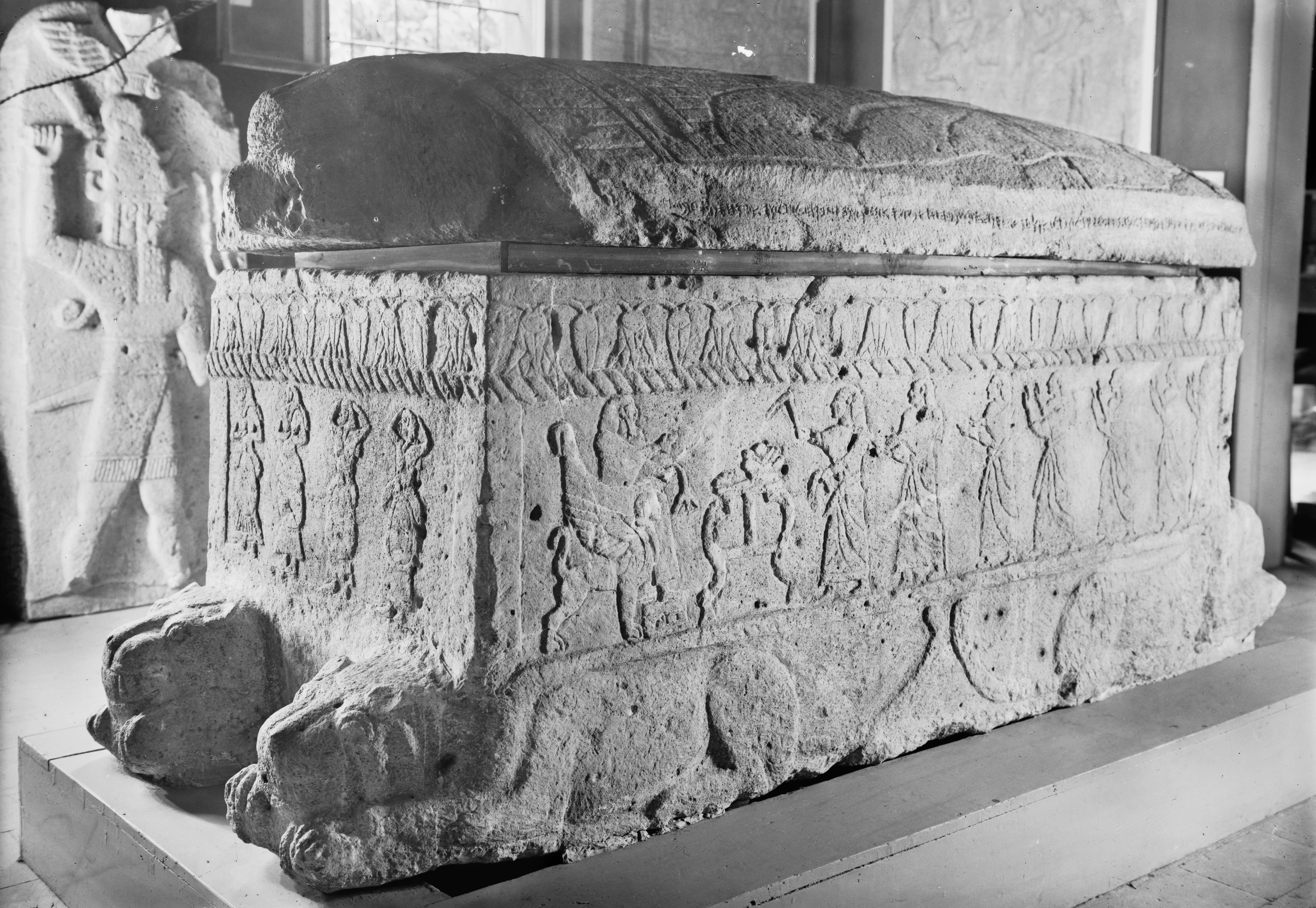
Sarcofagul lui Ahiram, care poartă cea mai veche inscripție în alfabet fenician. Muzeul Național din Beirut

În jurul anului 1050 î.Hr. fenicienii au inventat un scris pentru limba lor. Alfabetul canaanit-fenician era format din 22 de litere, toate consoane (și, prin urmare, este un abjad). Se crede că reprezintă o continuare a scrisului proto-sinaitic (sau proto-canaanit) atestat în Sinai și în Canaan în Epoca Târzie a Bronzului. Prin comerțul lor maritim fenicienii au răspândit utilizarea alfabetului în Anatolia, Africa de Nord și Europa. Calificativul fenician este, prin convenție, atribuit inscripțiilor începând în jurul anului 1050 î.Hr., deoarece feniciana, ebraica și alte dialecte canaanite erau în mare parte indistinctibile înainte de acel moment. Inscripțiile feniciene se găsesc în Liban, Siria, Palestina, Cipru și alte locații, încă în primele secole ale erei creștine.
Alfabetul a fost adoptat și modificat de greci probabil în secolul al VIII-lea î.Hr. Acest lucru cel mai probabil nu a avut loc cu o singură ocazie, ci în cadrul relațiilor comerciale de durată. Legendarul erou fenician Cadmus este considerat cel care a adus alfabetul în Grecia, dar este mai plauzibil că a fost adus de imigranții fenicieni în Creta, de unde s-a răspândit treptat spre nord.

## Religie
Practicile și credințele religioase din Fenicia erau în general aceleași ca și cele ale vecinilor din Canaan, care, la rândul lor, aveau caracteristici comune cu cele din toată lumea semitică antică. Riturile religioase erau în mare subordonate scopurilor orașului-stat; plata impozitelor de către cetățeni era considerată ceva de genul sacrificiilor religioase. Din păcate, multe dintre scrierile sacre feniciene menționate de antici s-au pierdut.

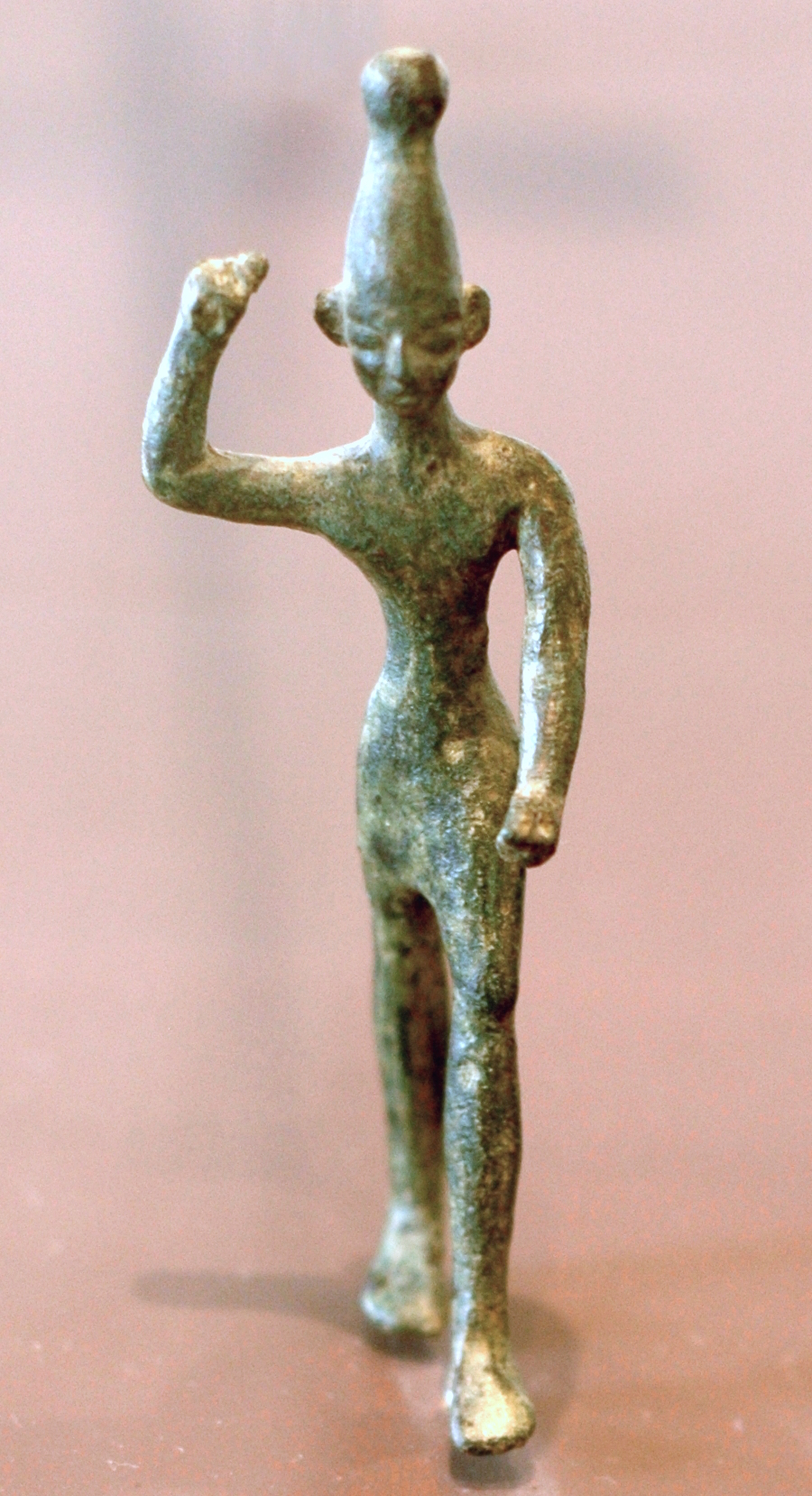
Figurina lui Ba'al cu brațul ridicat, secolele XIV-XII î.Hr., găsită în vechiul Ugarit (situl Ras Shamra), un oraș aflat la nord de coasta feniciană. Muzeul Luvrului

Mai multe practici canaanite sunt atestate în surse antice și menționate de cercetători, cum ar fi prostituția de templu și sacrificarea copiilor. Siturile speciale cunoscute sub numele de „tophet-uri” ar fi fost folosite de fenicieni „pentru a-și arde fiii și fiicele în foc” și sunt condamnate de Yahweh în Biblia ebraică, în special în Ieremia 7: 30-32 și în Regii 2 23:10 și 17:17. În pofida acestor și a altor diferențe importante, au persistat asemănări culturale și religioase între evreii antici și fenicieni.
Mitologia religioasă canaanită nu pare la fel de elaborată ca la verii lor semitici din Mesopotamia. În Canaan zeul suprem se numea El (𐤀𐤋, „zeu”). Fiul lui El era Baal (𐤁𐤏𐤋, „stăpân”, „stăpânitor”), un puternic zeu al furtunii, care moare și reînvie. Alți zei erau numiți cu titluri regale, precum Melqart, care înseamnă „rege al orașului”, sau Adonis – „stăpân”. Astfel de epitete puteau fi adesea doar titluri locale ale acelorași zeități.
Panteonul semitic era numeros; depindea evident de exigențele orașului-stat în cauză care zeu avea să ocupe un loc de frunte în panteonul local. Melqart iese în evidență în toată Fenicia și în străinătate, la fel ca Astarte, o zeiță a fertilității cu aspecte regale și matronale.
Instituțiile religioase din Tir, numite marzeh (𐤌𐤓𐤆𐤄, „locul întrunirii”), au făcut mult pentru a încuraja legăturile sociale și loialitatea „rudelor”. Marzeh au organizat banchete pentru aderenții lor în zilele de sărbătoare și multe s-au transformat în frății de elită. Fiecare marzeh a promovat congenialitatea și spiritul de comunitate prin mese rituale, organizate de rude în onoarea strămoșilor zeificați. În Cartagina, care dezvoltase un sistem republican de guvernare complex, marzeh au jucat posibil un rol în stabilirea legăturilor sociale și politice între cetățeni; cartaginezii erau împărțiți în diferite instituții care s-au consolidat prin sărbători și banchete comunale. Astfel de grupuri ar fi putut funcționa și în calitate de cohorte de vot pentru alegerea membrilor Adunării orașului-stat.
Fenicienii făceau ofrande votive zeilor lor, și anume sub formă de figurine și vase de ceramică. Sute de figurine și fragmente au fost găsite în Marea Mediterană, adesea datând din epoci foarte îndepărtate între ele, sugerând că au fost aruncate în mare pentru a asigura călătorii în siguranță. Deoarece fenicienii erau un popor de navigatori, se speculează că multe dintre ritualurile lor erau efectuate pe mare sau la bordul navelor, deși natura specifică a acestor practici nu este cunoscută.

## Galerie

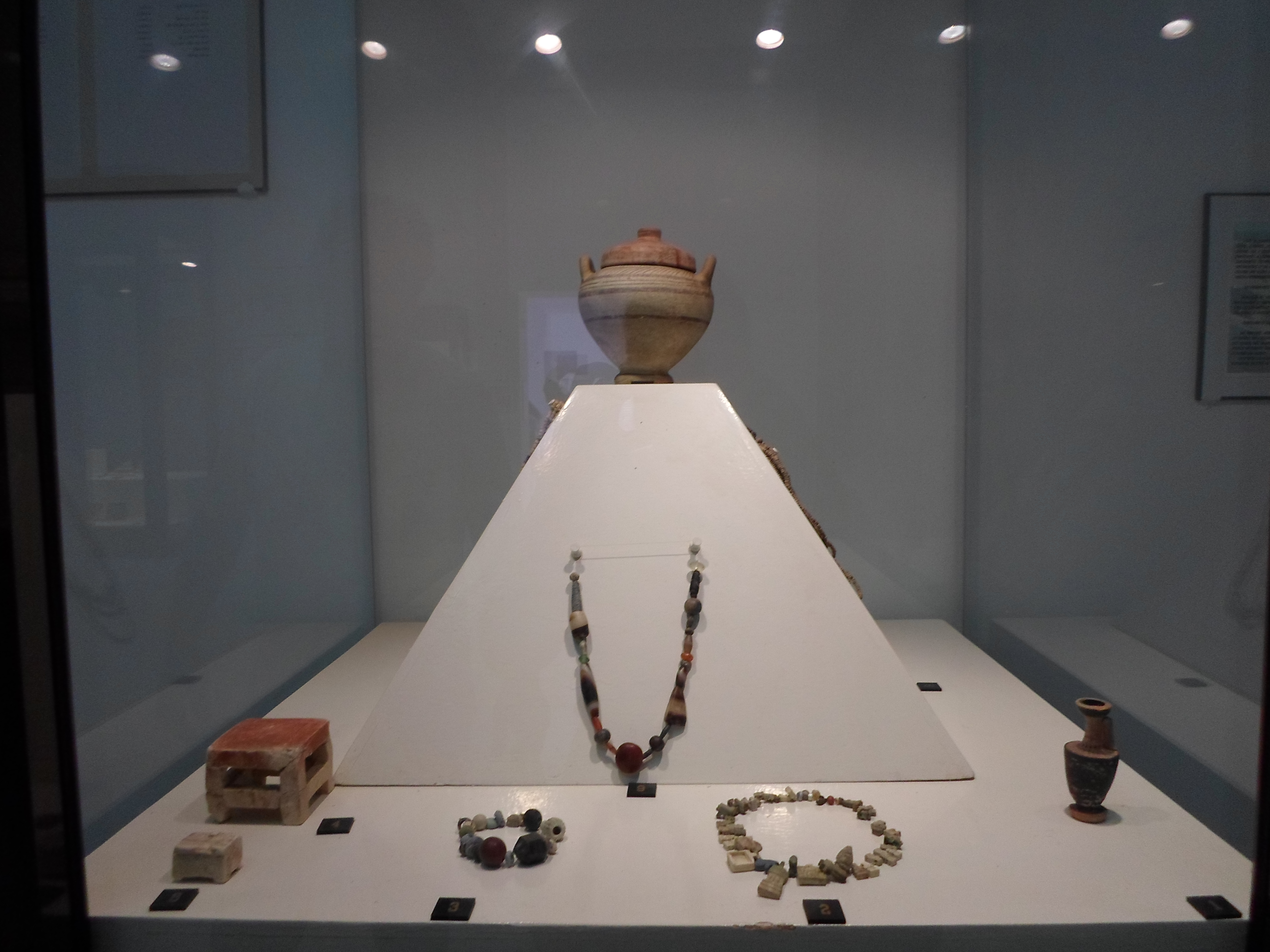
Artefacte feniciene expuse într-un muzeu
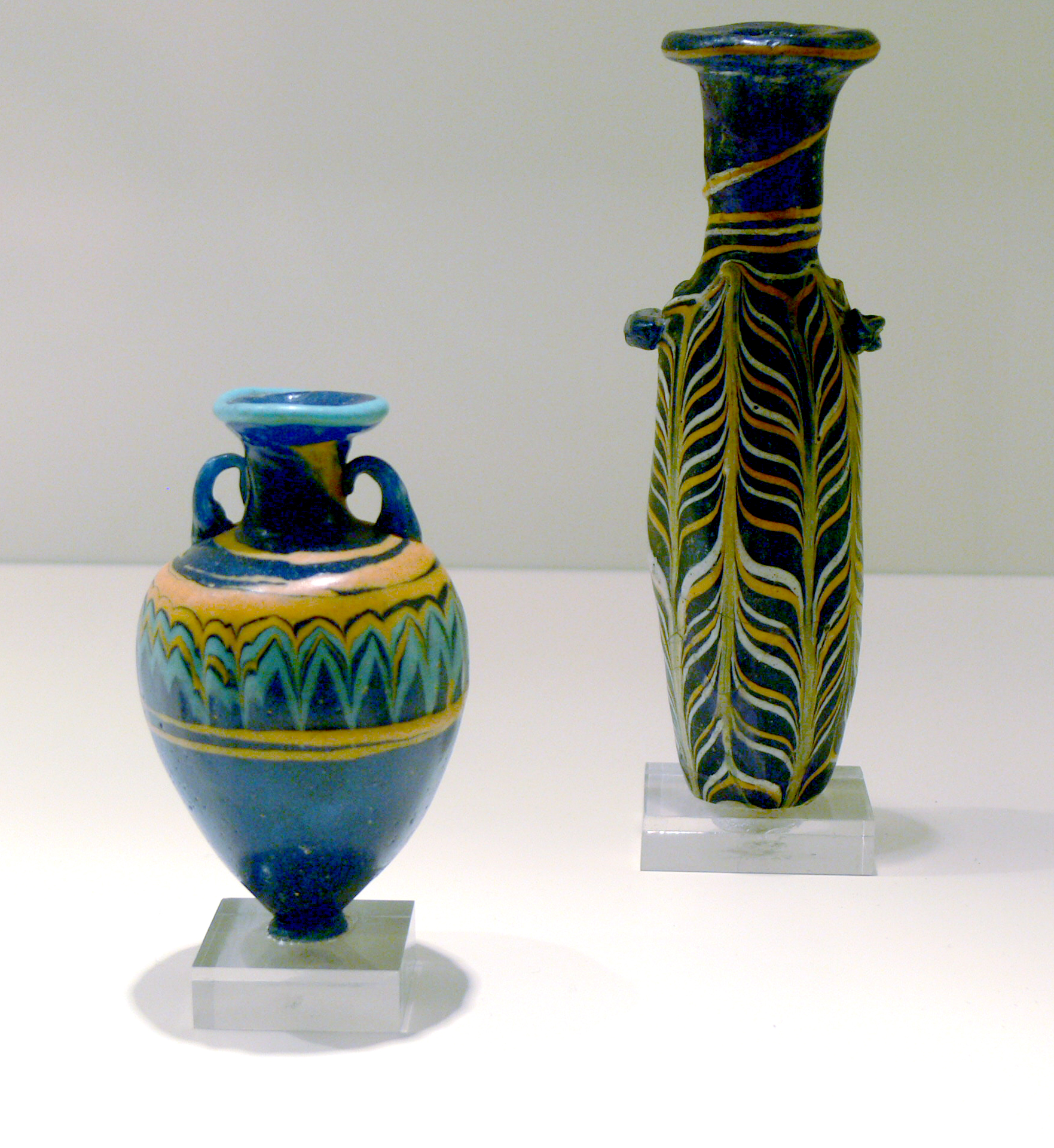
Două vase punice
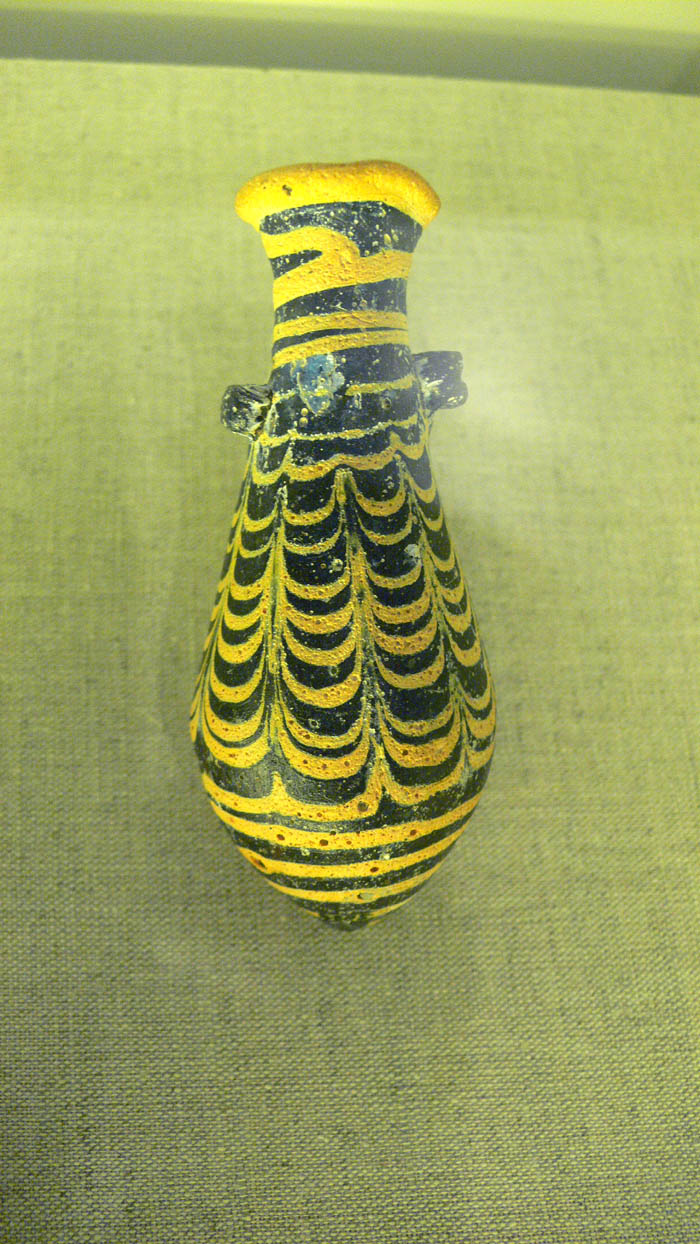
Un vas punic
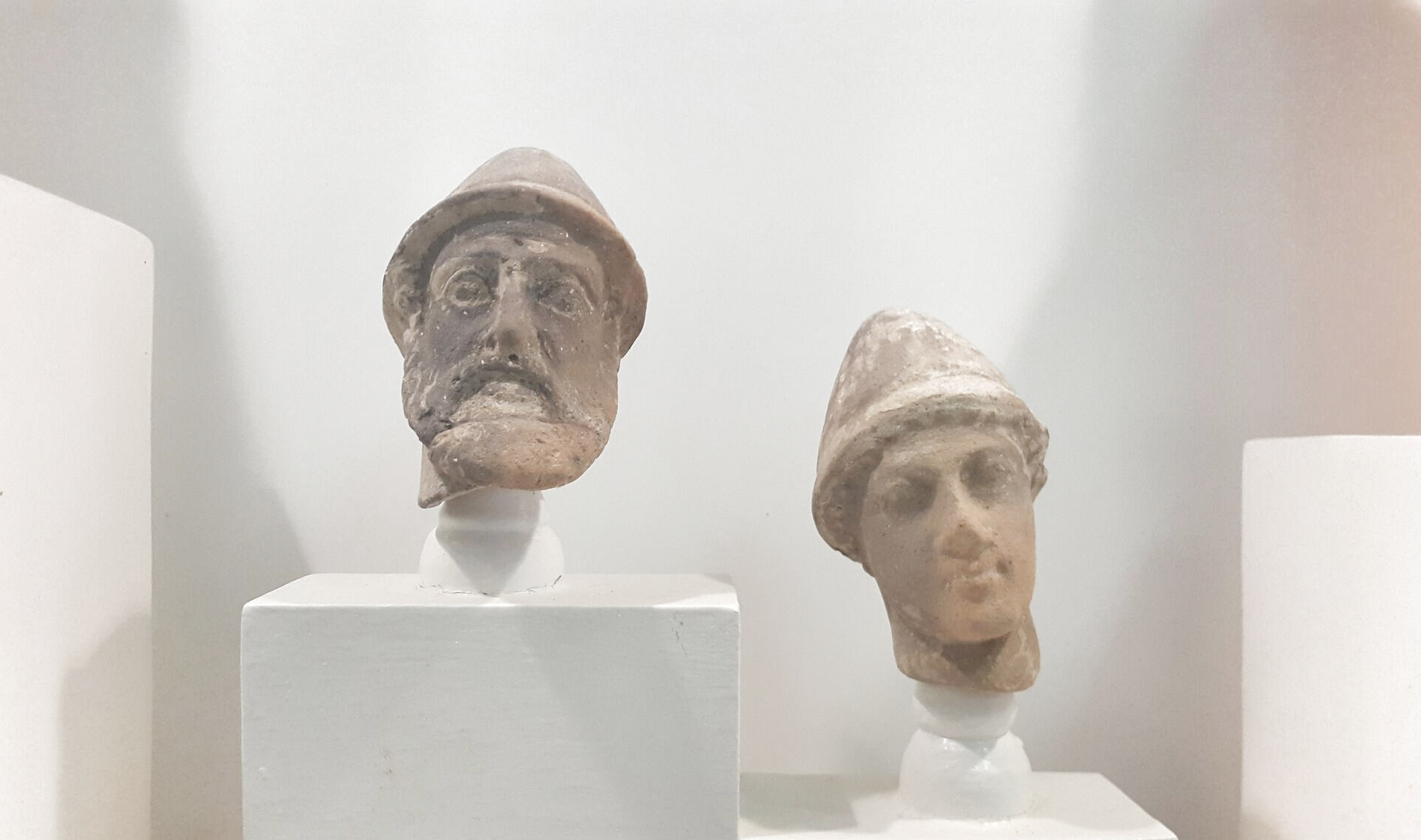
Două capete de statui feniciene
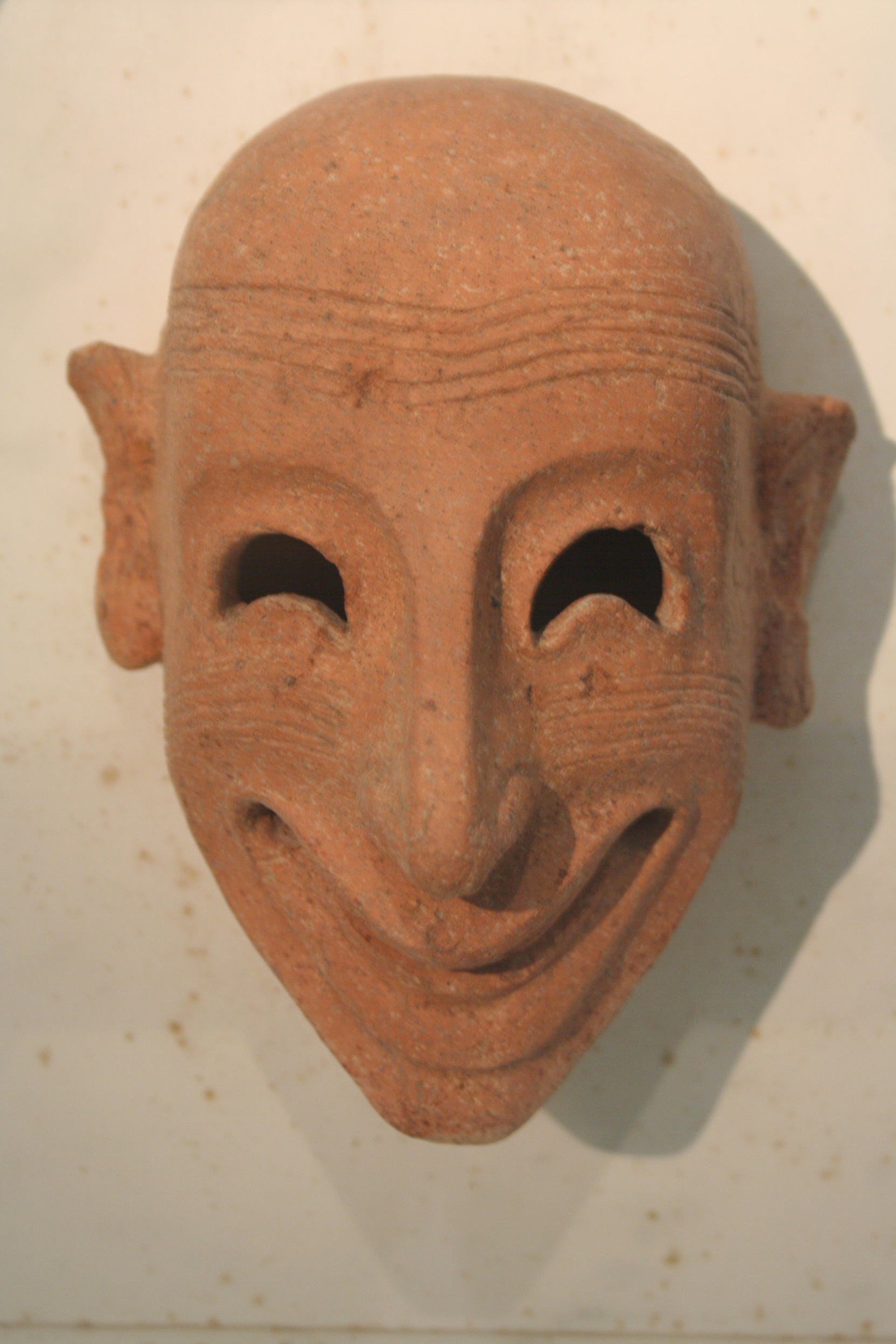
O mască feniciană
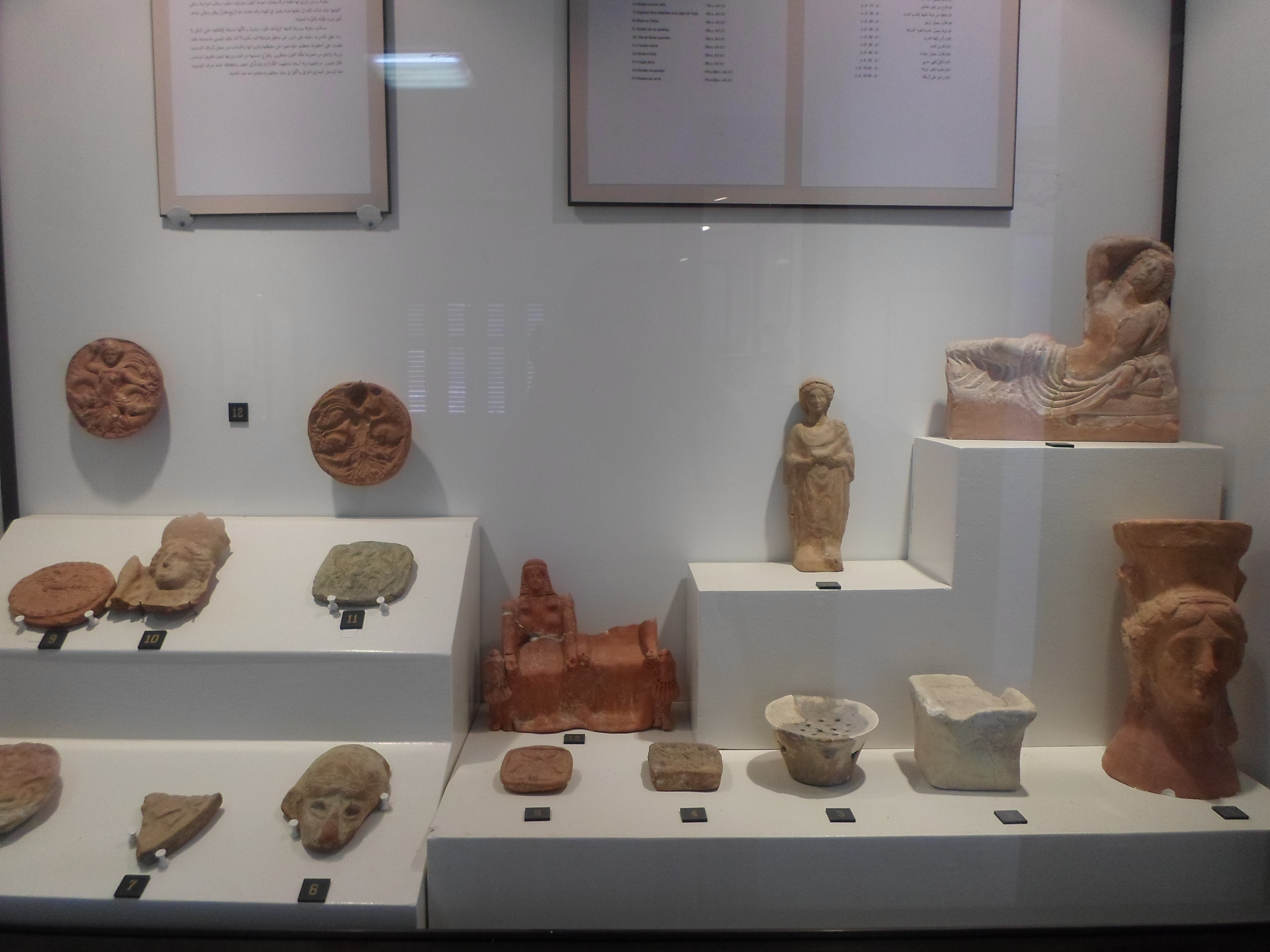
Artefacte feniciene expuse într-un muzeu din Tunisia
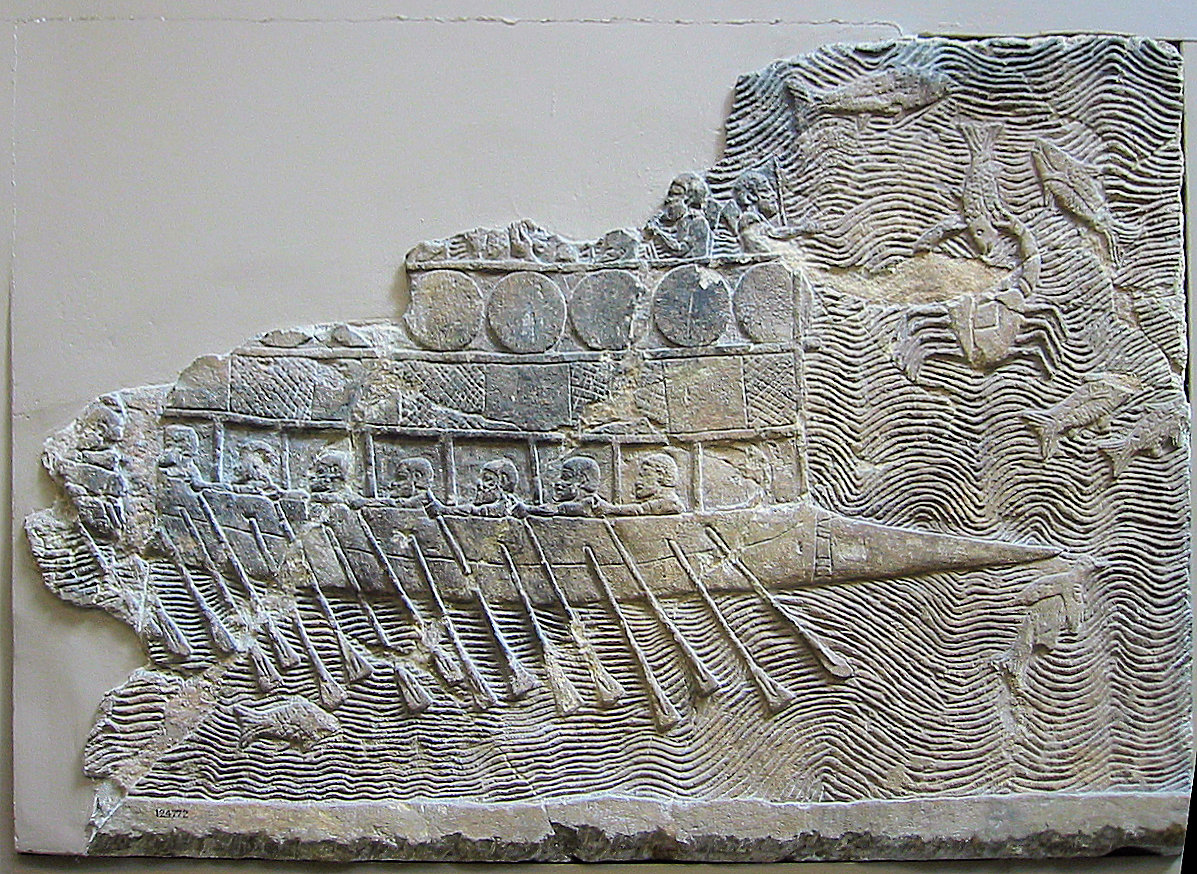
Basorelief ce înfățișează o navă feniciană
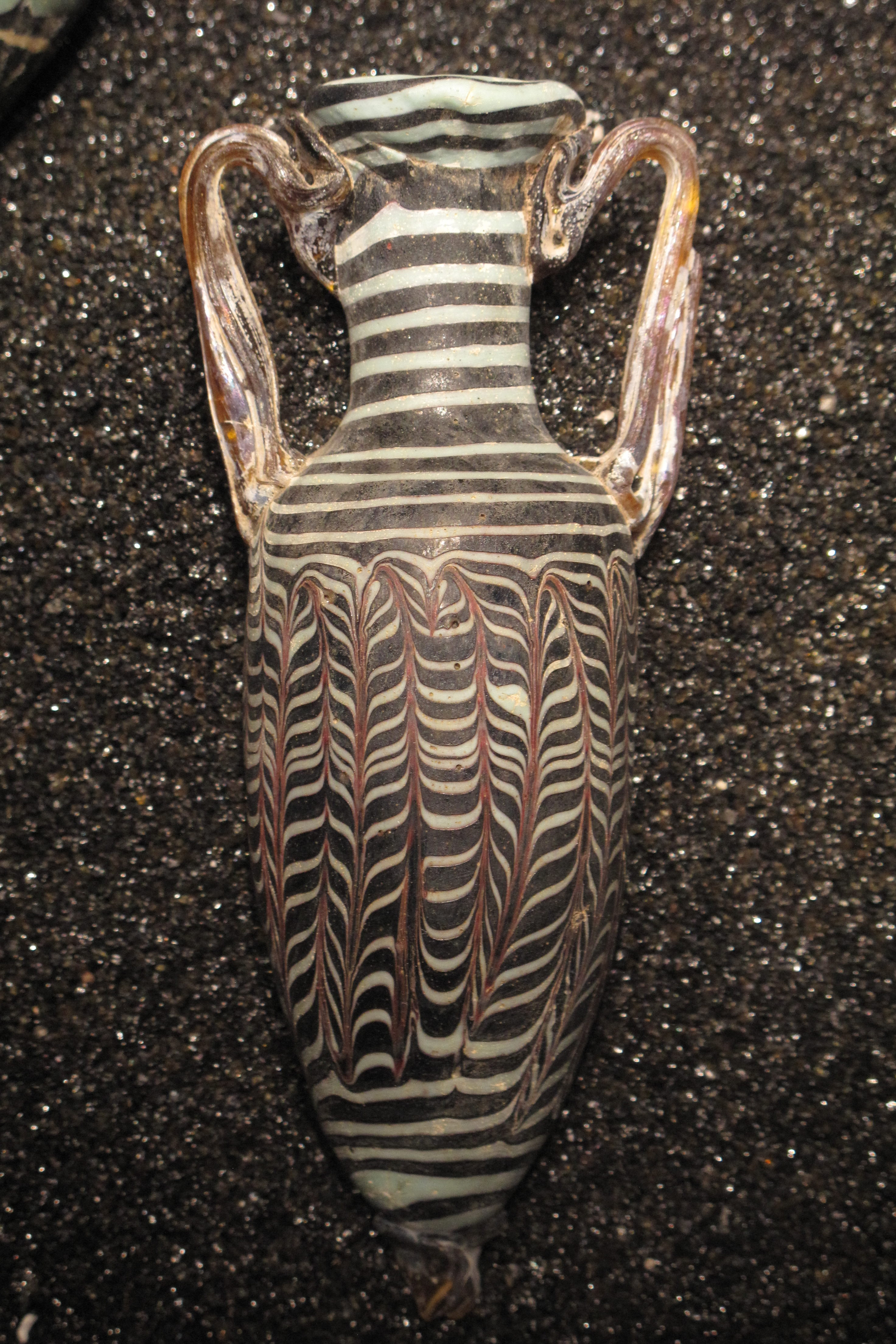
Vas fenician expus într-un muzeu din Germania